# Ana Catarina Monteiro
Ana Catarina Monteiro (Vila do Conde, 14 de Agosto de 1993) é uma nadadora olímpica portuguesa. Em 2018, estabeleceu o recorde nacional absoluto de 200 metros mariposa em piscina curta. Em 2021, ganhou uma medalha de ouro no Meeting Internacional de Nice de natação e estreou-se nos Jogos Olímpicos de Tóquio 2020.

## Percurso
Ana Catarina começou a nadar aos dois anos, por iniciativa dos pais.
Aos sete anos integrou a pré-competição, no Clube Fluvial Vilacondense.
Em 2012, aos 19 anos, atingiu os mínimos B de acesso aos Jogos Olímpicos – ficou em segundo lugar no ranking nacional, atrás da antiga recordista Sara Oliveira. Foi nesta altura que assumiu a mariposa como a sua modalidade.
Em 2018, no Open Vale do Sousa, em Felgueiras, Ana Catarina Monteiro estabeleceu o recorde nacional absoluto de 200 metros mariposa em piscina curta, tendo passado a deter os recordes tanto em piscina curta como longa.
Em 2019, em Coimbra, atingiu os mínimos necessários para garantir lugar nos Jogos Olímpicos de Tóquio 2020.
Finalista em vários campeonatos da Europa de piscina longa e curta, finalista no campeonato do mundo de piscina curta e semi finalista em mundial de piscina longa, tudo apos cirurgia ao ombro em 2016.
Em fevereiro de 2021, conquistou o primeiro lugar na final A dos 200 metros mariposa no Meeting Internacional de Nice de natação, em França, tendo sido a única representante portuguesa nesta prova, após ter feito um segundo lugar na final B dos 100 metros mariposa, um terceiro lugar na final B dos 200 metros estilos e um quarto lugar, na final A dos 400 metros estilos.
Em março de 2021, conquistou a medalha de prata na final dos 200 metros mariposa do Golden Tour, que decorreu em Marselha, França.
Em maio desse mesmo ano, após ter visto a sua preparação para os Europeus afectada por ter ficado com COVID-19 em abril, Ana Catarina Monteiro falhou a final das provas de 200 metros mariposa que decorreram em Budapeste, por um lugar. Já nas provas de 100 metros mariposa ficou no 33º lugar.
Em 2021, era finalista do curso de Bioengenharia na Faculdade de Engenharia da Universidade do Porto.
Semi finalista nos Jogos olímpicos de 2021, melhor classificação da história da natação portuguesa feminina. 
Primeira e única atleta portuguesa na ISL, internacional swim league na equipa New York Breakers.
Figura importante em Vila do Conde sendo a embaixadora da candidatura da cidade a capital europeia da juventude, sendo finalista, aguardando o resultado final em Novembro de 2023.
Em preparação para chegar aos Jogos Olímpicos de Paris 2024. A junho desse mesmo ano, a nadadora portuguesa terminou em quarto lugar a final dos 200 metros mariposa do Troféu Settecolli com 2.10,63 minutos, por pouco que não chegava ao pódio, foi por 35 centésimos. Devido a este resultado não se qualificou para Paris2024. 

## Vida pessoal e política
É Licenciada em Ciências de Bioengenharia na Universidade do Porto.
Em fevereiro de 2024,assumiu funções como vereadora na Câmara de Vila do Conde pelo Partido Socialista no lugar de Mário Jorge Reis que suspendeu o mandato.